# Jimbolia
Jimbolia (pronunciació en romanès: [ʒimˈboli.a]) és una ciutat del comtat de Timiș, al Banat (Romania).

## Nom
En búlgar del Banat, es coneix com Džimbolj, en alemany com a Hatzfeld, en hongarès com a Zsombolya i en serbi com a Žombolj (Жомбољ).

## Història
El primer registre d'una comunitat en aquest lloc és un lloc identificat com Chumbul en un registre fiscal papal el 1333. Aquest lloc va passar sota administració turca (otomana) el 1552. Com a conseqüència del tractat de Passarowitz, aquest lloc va quedar sota domini austríac el 1718. La regió circumdant s'havia despoblat greument durant el període del domini turc.
Jimbolia va ser colonitzada el 1766 per colons de parla alemanya (suecs del Danubi) que van anomenar la seva nova comunitat Hatzfeld. Després del 1867 aquesta comunitat també es coneixia oficialment com a Zombolya.
La ciutat va quedar sota domini militar serbi el 17 de novembre de 1918. Com a resultat de la Conferència de Pau de París, la ciutat va entrar al Regne de Serbis, Croats i Eslovens. Com a resultat d’un ajust a la frontera entre Romania i el Regne de Serbis, Croats i Eslovens, va passar a formar part de Romania amb el nom de Jimbolia el 9 d’abril de 1924. Al mateix temps, el poble de Modoš va ser traslladat de Romania al Regne de Serbis, Croats i Eslovens.
El pintor Stefan Jäger, conegut per la seva representació de la història de Suàbia, va viure a la ciutat des de 1910 fins a la seva mort el 1962.

## Demografia
Antigament, la ciutat estava poblada principalment per ètnics alemanys, però com a resultat de l'emigració, els romanesos formen actualment el grup ètnic més nombrós.
| Població històrica de Jimbolia Mare |          |           |            |          |
| Curs                                | Població | Romanesos | Hongaresos | Alemanys |
| 1880                                | 8.621    | 0,4%      | 5,9%       | 87,5%    |
| 1890                                | 9.580    | 0,4%      | 7,5%       | 89,8%    |
| 1900                                | 10.152   | 0,5%      | 15,1%      | 82,7%    |
| 1910                                | 10.893   | 1%        | 20,8%      | 74,2%    |
| 1930                                | 10.873   | 6,1%      | 19,3%      | 70,3%    |
| 1941                                | 10.781   | 8%        | 19,2%      | 67,2%    |
| 1956                                | 11.281   | 30,6%     | 21,5%      | 43,6%    |
| 1966                                | 13.633   | 39%       | 20,7%      | 36,1%    |
| 1977                                | 14.682   | 41,3%     | 19,7%      | 34,2%    |
| 1992                                | 11.830   | 66,8%     | 16,6%      | 9,4%     |
| 2002                                | 11.136   | 72,4%     | 14,8%      | 4,6%     |
| 2011                                | 10.808   | 72,7%     | 10,8%      | 2,9%     |

## Gent notable
Karl Leopold von Möller - Periodista, escriptor, polític

## Galeria

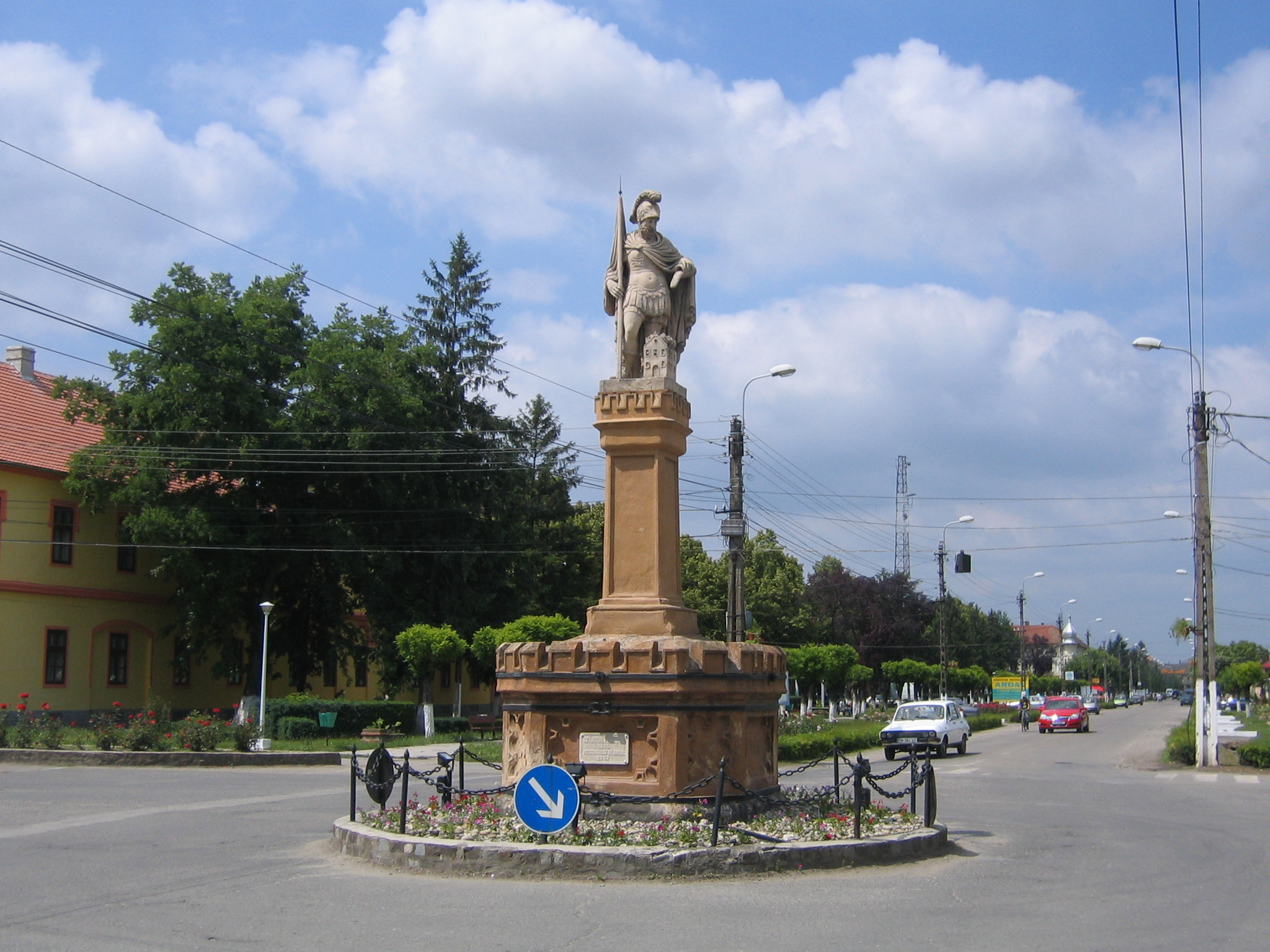
Estàtua de Sant Florian, patró dels bombers i símbol de la ciutat
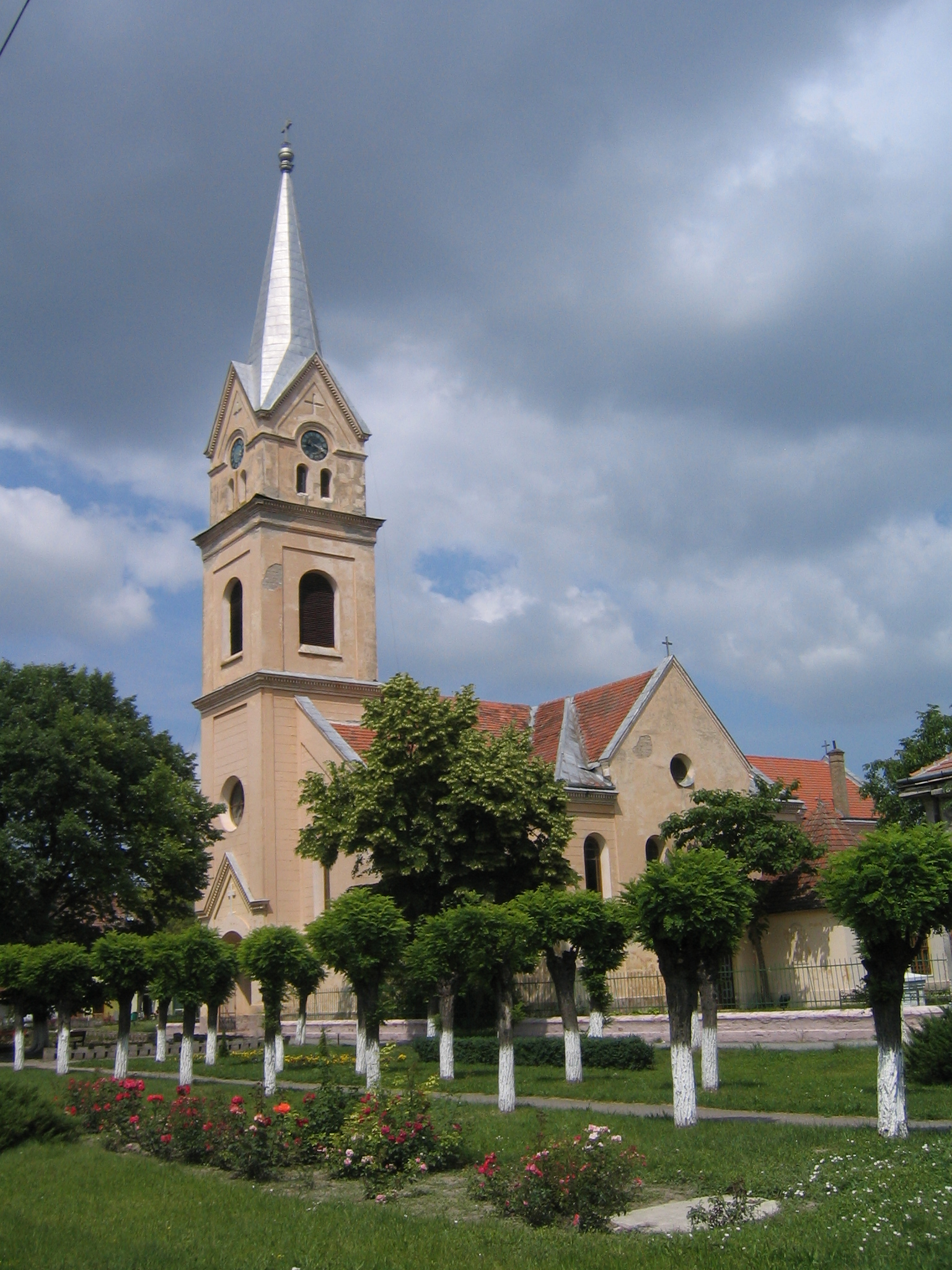
Església catòlica romana
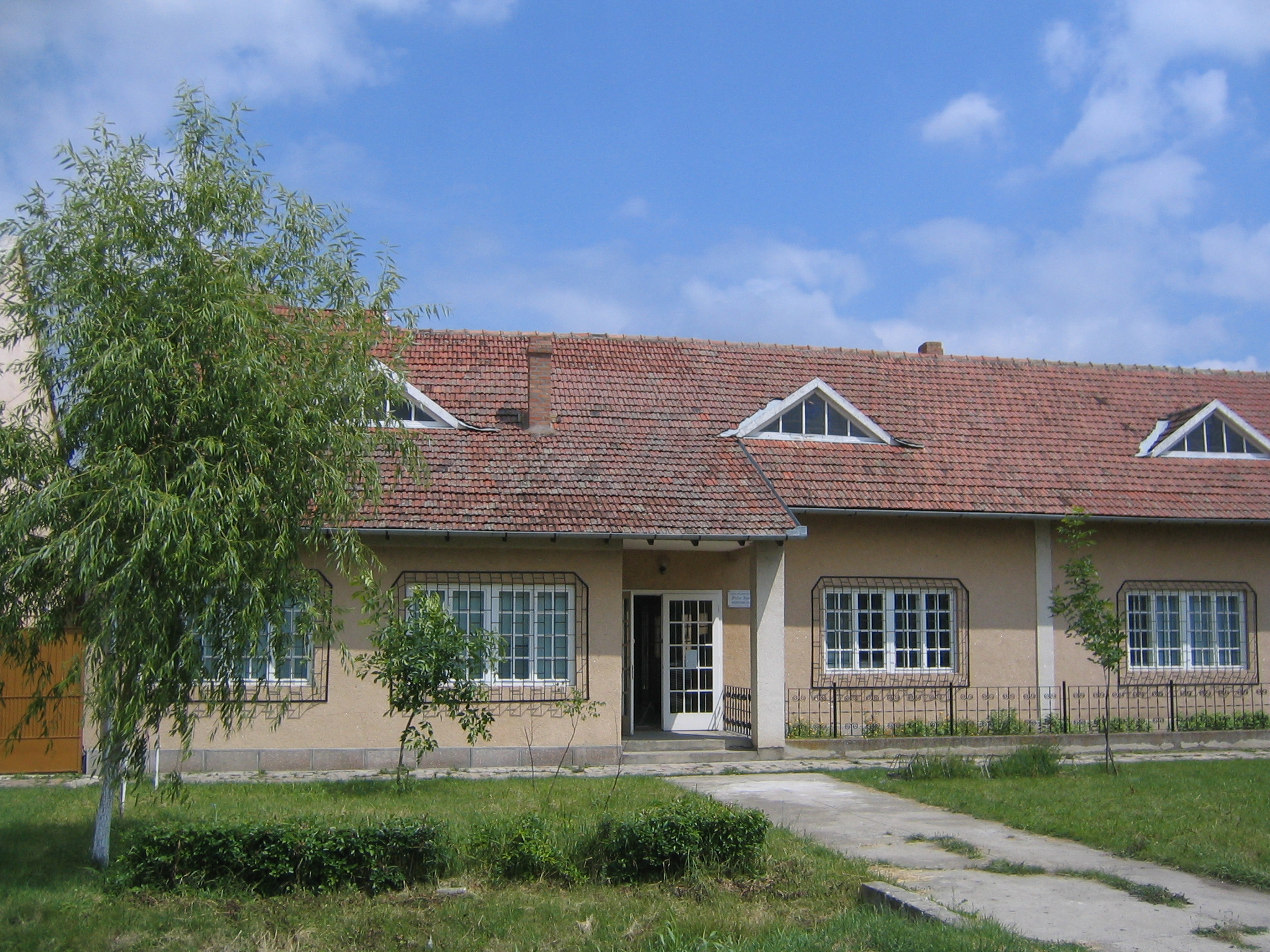
Museu Ștefan Jager
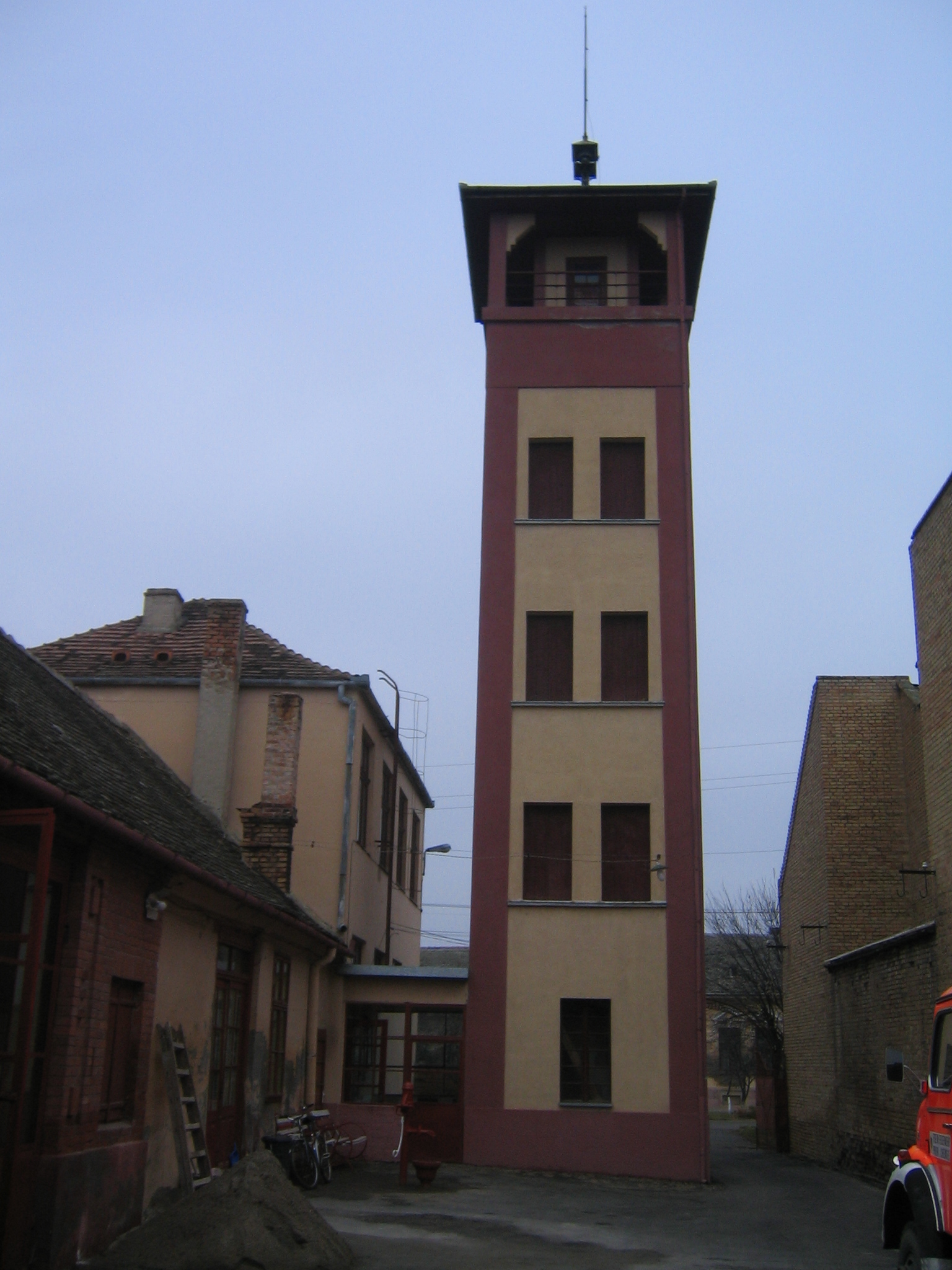
Torre dels Bombers
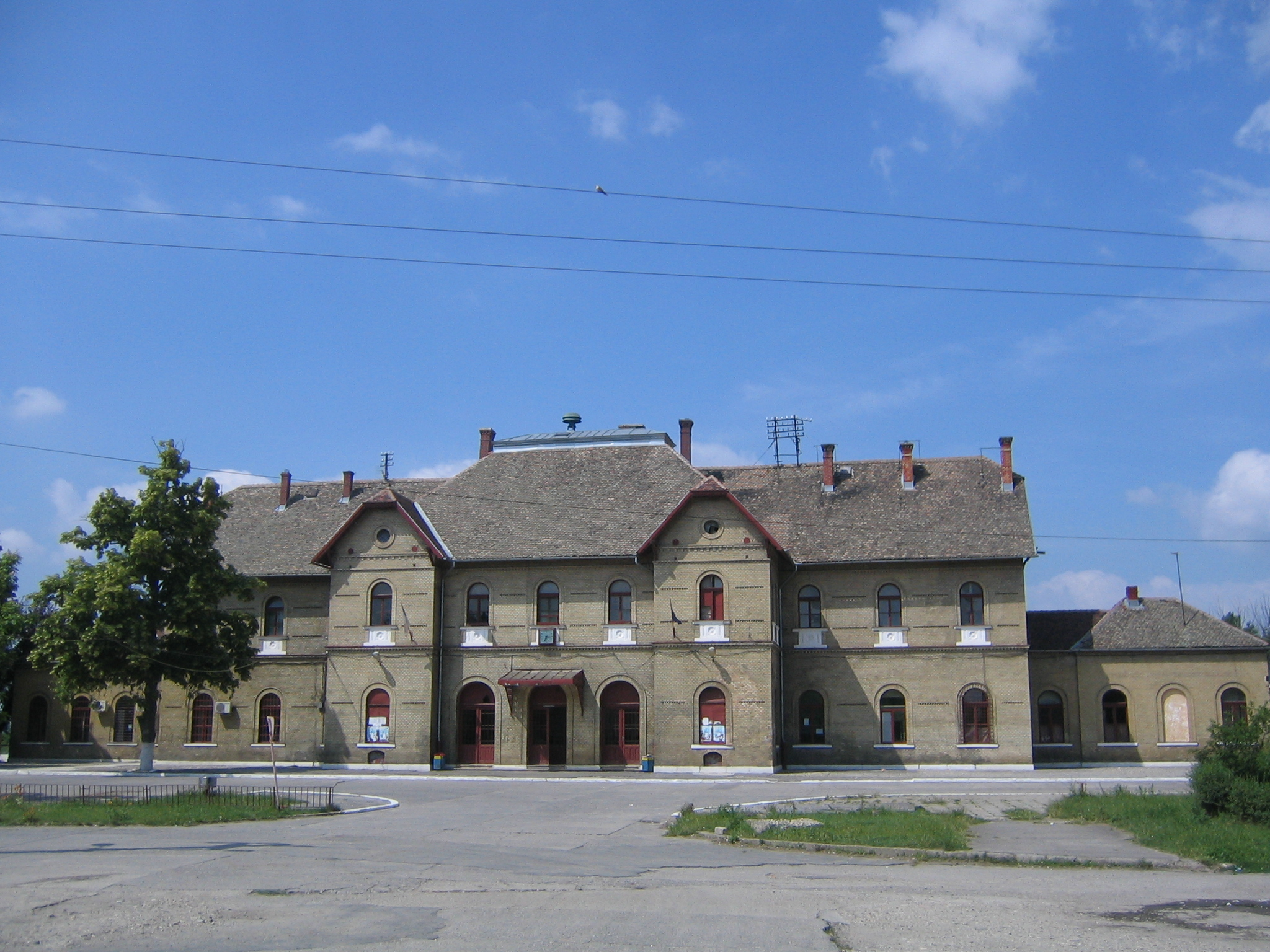
Estació de ferrocarril
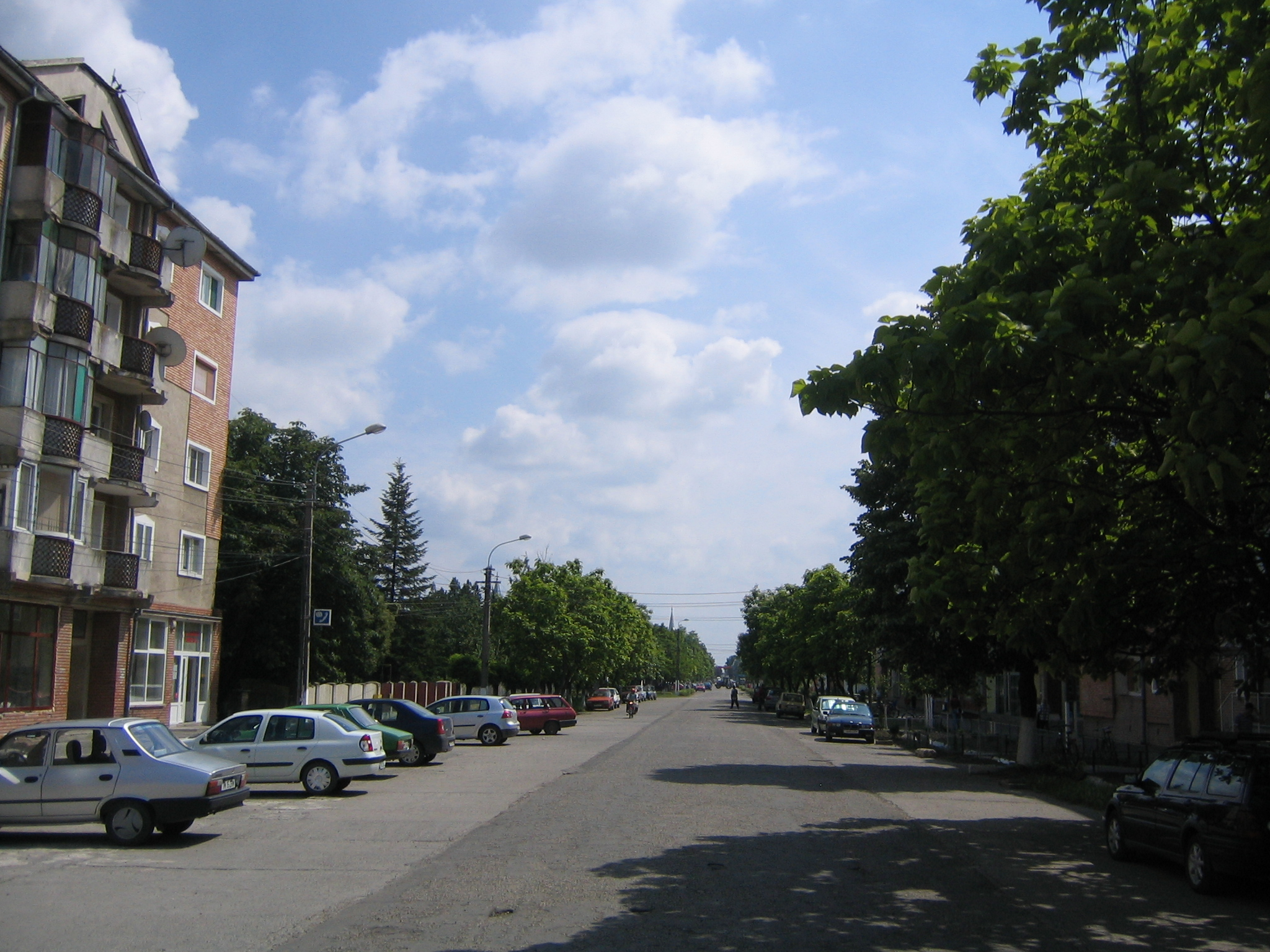
Escena de carrer
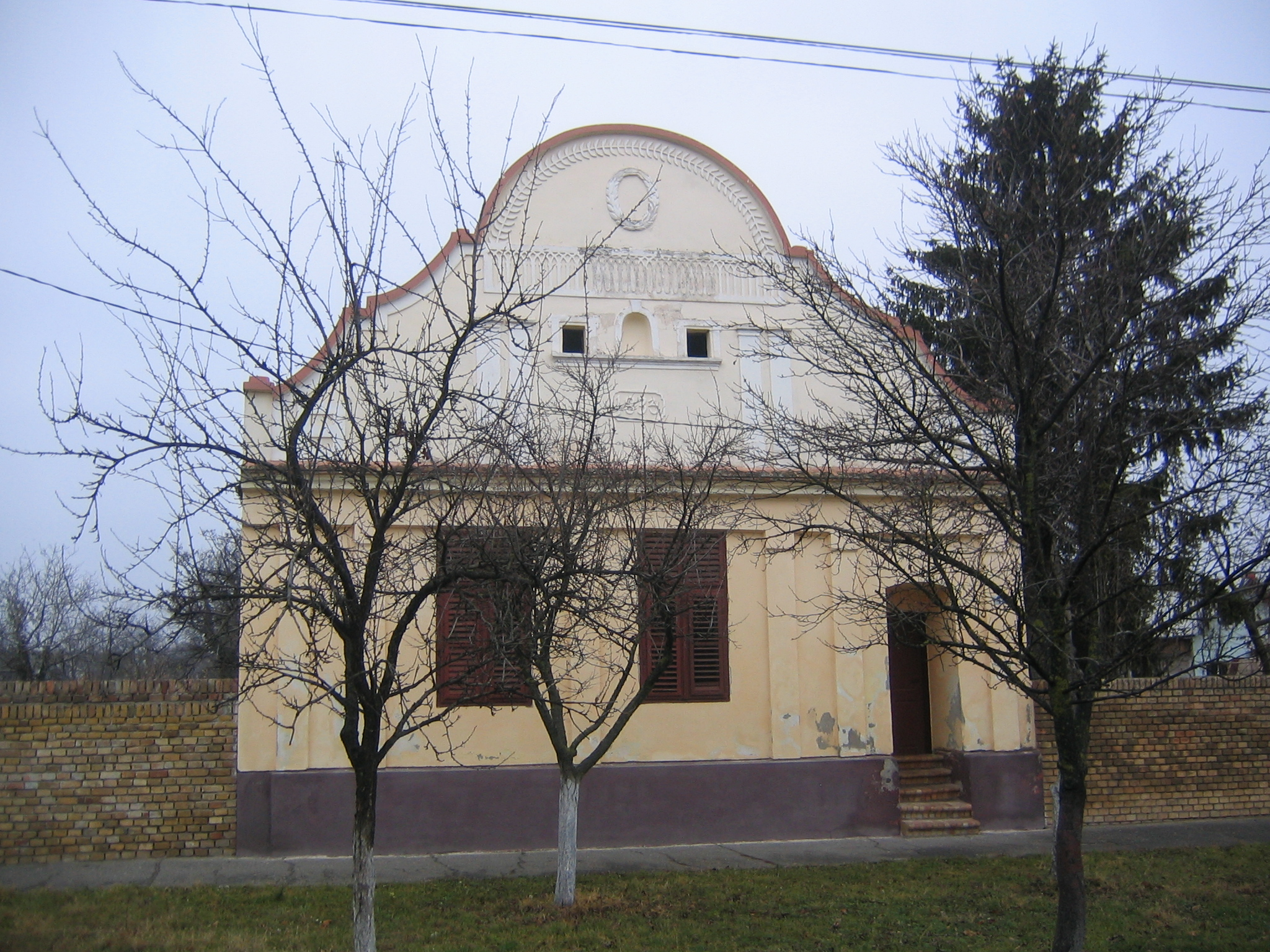
Casa tradicional sueva, fita històrica protegida